# ریونیز
ریونیز نام داماد توس؛ به معنی: «نابودکننده نیرنگ» است.

## ریونیز در شاهنامه
کیخسرو در اوج قدرت فرمان حمله به مرزهای توران را به توس می‌دهد. مسیر راه از دو جهت بود یکی بیابان خشک و دیگری پرآب و گیاه. محل سکونت فرود و مادرش جریره که از بستگان سببی کیخسرو محسوب می‌شدند بر میسر راه پرآب و علف بود، فرمان کیخسرو این بود که توس سپاه را از میسر بی‌آب و علف براند تا به محل مرزبانی فرود نزدیک نشود، امّا توس به فرمان عمل نکرد سپاه ایران از مسیر قلعه چَرَم هدایت نمود.
توس با سپاه تحت امرش به قلعه فرود نزدیک شد و فرود قصد داشت از ایرانیان استقبال نماید اما توس طوری مواجه شد که منجر به جنگ تن به تن گشت. زمانی که بار اول بهرام به کلات فرود که با تخوار در بالای کوه سنگر گرفته بود نزدیک شد پس از معاشرت، به فرود گفت پیامش را به پائین می‌برد ولی دفعه بعد اگر کسی جز من به کلات آمد اعتماد نکند چون کشته خواهد شد. سفیر دوم ریونیز بود که با معرفی تخوار با تیر فرود هلاک گشت:
| چنین گفت با رزم دیده تخوار   |  | که توس آن سخن‌ها گرفتست خوار  |
| که آمد سواری و بهرام نیست    |  | مرا دل درشتست و پدرام نیست   |
| ببین تا مگر یادت آید که کیست |  | سراپای در آهن از بهر کیست    |
| چنین داد پاسخ مر او را تخوار |  | که این ریونیز است گرد و سوار |
| چهل خواهرهستش چو خرّم بهار    |  | پسر خود جزین نیست اندر تبار  |